# HU-3301
La HU-3301, es una carretera perteneciente a la red provincial de la provincia de Huelva, España, que comunica Lepe con El Terrón.

## Trazado
La carretera se inicia en Lepe, en la  N-431 . En su primer tramo se encuentra la Cruz Primera, en el extremo sur de la localidad de Lepe. Cerca de su tramo final se inicia hacia la derecha el Camino de la Bella, que conduce al Recinto Romero de Lepe, y poco después rodea por su izquierda el Cabezo de la Tinajita, que tiene yacimientos arqueológicos. Finaliza en la localidad portuaria de El Terrón, en el inicio de la  A-5055 .